# Râul Cubolta
Râul Cubolta este un râu din Republica Moldova, afluent de stânga al Răutului ce izvorăște din satul Lipnic (raionul Ocnița) și debușează în Răut de pe malul stîng, la kilometrul 191 de la gura de vărsare a acestuia, lîngă satul Putinești (raionul Florești), la altitudinea de 85 m. Lungimea râului este de 101,3 km, suprafața bazinului de recepție - 943 km2, căderea - 95 m, panta medie - l,0%, maximă - 4,5% la primii 2 km.
Suprafeței bazinului variază de la 287,6 m în partea superioară pînă la 150 m în partea inferioară. La baza acesteia se află depuneri cretacice și terțiare (calcare, marnă, nisipuri, luturi), acoperite de o cuvertură loes-soidală de vârstă cuaternară. La suprafață apar argilele loessoidale, pe care s-au format cernoziomuri.
Suprafața bazinului este valorificată sub terenuri arabile și numai în partea superioară se întâlnesc păduri mature de foioase (stejar, frasin, arțar, salcâm), care ocupă doar 1,2% din suprafața bazinului.
Valea râului este puțin șerpuitoare, cu lățimea de 2-3 km, lîngă satul Drochia se lărgește până la 4,5 km. Versanții sunt abrupți cu înălțimea de 40-120 m, concavi și drepți, constituiți din argile nisipoase, brăzdați de vâlcele și ravene, cu multe cariere de extragere a calcarelor, valorificate în bună parte sub terenuri agricole, înierbați. Lângă satele Moșana, Plop și Maramonovca la talpa versanților apar la lumina zilei izvoare cu un debit de 1,0-2,5 l/s.
Lunca este bilaterală, cu lățimea de 0,1-0,8 km, netedă, uscată, constituită din argile nisipoase, cu vegetație de pajiște, pe alocuri cu terenuri înmlăștinite.
Suprafața bazinului rîului prezintă o câmpie deluroasă, străbătută de multe vâlcele și ravene adânci, deseori în formă de canioane, cotele absolute, cu pâlcuri de stuf și rogoz, uneori arbuști. Lângă satele Chetrosu și Gribova există lacuri cu lungimea de 18-85 m, lățimea de 11-40 m și adâncimea de 0,6-0,8 m, cu vegetație abundentă de stuf și rogoz; patul de 20 m. În aval de satul Maramonovca râul traversează un șir de iazuri cu o lungime de 1,0 2,8 km. și o lățime maximă la baraje de 60-300 m, adâncimea -1,5-5,0 m. Fundul albiei este neted, mâlos, pe alocuri pietros. Malurile sunt abrupte, cu înălțimea de la 0,5 până la 4,5 m, constituite din argile nisipoase și acoperite cu iarbă, mai rar arbuști și arbori.
Observații asupra regimului hidrologic al râului se efectuează din anul 1965. Materialele observațiilor sunt publicate în compartimentele respective ale CSA.
Suprafața cuvetei lor este netedă, mîloasă, malurile abrupte cu înălțimea de până la 1,3 m. în perioada apelor mari de primăvară și a viiturilor pluviale se acoperă cu un strat de apă cu grosimea de 0,5-2,8 m.
Albia râului este șerpuitoare, predominant fără bifurcări, la maluri cu vegetație de stuf și rogoz, la izvor uscată. Lățimea râului este de 6-18 m, adâncimea de 0,4-1,3 m, viteza cursului de apă 0,2-1,1 m/s. Lângă satul Moara de Piatră s-a format un prag cu lungimea Regimul hidrologic al râului, ca de altfel și al celor vecine, constă din apele mari de primăvară, viiturile de vară-toamnă și de iarnă, etajul de vară—toamnă și de iarnă.
Apele mari de primăvară încep la sfîrșitul lunii februarie—începutul lunii martie. Pe toată perioada de observații au durat în medie 25 de zile, maxim 49 de zile (anul 1974) și minim - 12 zile (1990). Nivelul maxim de apă constituie 214 cm peste NCA (anii 1977, 1980). Debitul maxim de apă - 57,4 mVs s-a fixat în anul 1969, minim de 1,37 mVs în anul 1991. În perioada apelor mari de primăvară, prin albia râului trec cea 18% din scurgerea anuală cu stratul sumarse repetă de câteva ori pe an, predominant în perioada de vară-toamnă. Debitul maxim observat pe toată perioada de măsurători instrumentale a constituit 59,6 mVs (anul 1985). De regulă, durata viiturilor este de 9 zile, fazelor de creștere și descreștere revenindu-le câte 3 și, respectiv, 6 zile. Stratul maxim al scurgerii sumare constituie 20 mm (anul 1985). Etiajul poate fi împărțit în cel de vară-toamnă și cel de iarnă. Din cauza moinelor frecvente iarna și a ploilor abundente vara, el este foarte instabil și, de regulă, durează nu mai mult de o singură lună. În perioada albiei deschise, debitul de apă minim cu durata de 30 de zile constituie în medie 0,72 mVs, maxim — 1,77 mVs (în anul 1980), minim - 0,081 mVs (anul 1980). 
Debitul minim diurn constituie 0,4 mVs, maxim -1,46 mVs, minim - 0,030 mVs (1990). Formarea gheții începe în primele cinci zile ale lunii decembrie și se sfârșește la începutul lunii martie. Durata medie a podului de gheață este de 35 de zile; maximă - 92 de zile (1983-1984), minimă - nu există gheață (1985-1986,1994-1995 și alte ierni). Grosimea medie a gheții pe râu la sfârșitul iernii constituie 20-30 cm, maximă - 36 cm (1975-1976).
Temperatura medie multianuală a apei râului iarna este în jur de 0,5"C, vara - 20-22"C. Maximul termic al apei de 31,0"C a fost înregistrat în 1984.
Valoarea medie multianuală a scurgerii constituie 1,2 mVs sau 44,2 mm. Variabilitatea scurgerii anuale se caracterizează prin coeficientul de variație C, - 0,54.
În bazinul râului există două lacuri de acumulare mari, cu o suprafață totală de 125 ha și un volum sumar de 1,5 mii. m\ cîteva zeci de acumulări mai mici, multe dintre care sunt colmatate și de aceea neutilizabile. Apele din bazinele de acumulare se folosesc în piscicultură, irigare, asigurarea cu apă menajeră a populației și în scopuri de recreere.
Pe ambele maluri ale râului, la 18 km nord-est de municipiul Bălți, este amplasat parcul din satul Cubolta, monument de arhitectură peisagistică.

## Afluenți
Rețeaua hidrografică este dezvoltată (0,44 km/km2), fiind alcătuită din 107 râuri cu lungimea totală de 424 km, dintre care 99 au o lungime de până la 10 km, iar trei afluenți - Valea Curechilor, Ciorăria și Cogan - de 10-12 km:
Izvoare, Seliștea, Cruhleac, Valea Corbului, Valea Crucii, Cioara, Bularga, Zgurița, Frumoasa